# بادي جونستون
بادي جونستون (بالإنجليزية: Paddy Johnston)‏ هو لاعب قذف أيرلندي، ولد في 1933 في كيلكيني في جمهورية أيرلندا، وتوفي في 28 سبتمبر 2001.